# Талиця (Бабушкінський район)
Тали́ця (рос. Талица) — присілок у складі Бабушкінського району Вологодської області, Росія. Входить до складу Міньковського сільського поселення.

## Населення
Населення — 1 особа (2010; 4 у 2002).
Національний склад (станом на 2002 рік):
- росіяни — 100 %